# Novokîiivka, Ustînivka
Novokîiivka (în ucraineană Новокиївка) este un sat în comuna Jovtneve din raionul Ustînivka, regiunea Kirovohrad, Ucraina.

## Demografie
Componența lingvistică a localității Novokîiivka
     Ucraineană (93,07%)
     Rusă (5,94%)
     Alte limbi (0,99%)
Conform recensământului din 2001, majoritatea populației localității Novokîiivka era vorbitoare de ucraineană (93,07%), existând în minoritate și vorbitori de rusă (5,94%).